# ستيفن باسكرفيل
ستيفن باسكرفيل (بالإنجليزية: Stephen Baskerville)‏ هو عالم سياسة أمريكي، ولد في 15 أكتوبر 1957.

## وصلات خارجية
- الموقع الرسمي